# Estrella P...
Estrella P... es una película dirigida por Pablo Sereno de la Viña. Está inspirada en el libro La Putain respectueuse de Jean-Paul Sartre y fue rodada entre las localidades de Calafell (Tarragona) y Barcelona.

## Sinopsis
Estrella, 30 años, prostituta, se instala en un pequeño pueblo. Enseguida conocerá a Gerardo, el hijo del alcalde, con el que mantendrá una relación. Ella ser verá envuelta en un asunto de racismo orquestado por el propio alcalde y su hijo.

## Reparto
- Alba Fer
- Pablo Sereno de la Viña
- Jose Mª Blanco
- Mustapha Bakkali
- Brindusa Colibaba

## Enlaces
- Ficha en IMDb

- Datos: Q5849630